# 6155 Yokosugano
A 6155 Yokosugano (ideiglenes jelöléssel 1990 VY2) a Naprendszer kisbolygóövében található aszteroida. Toshiro Nomura és Koyo Kawanishi fedezte fel 1990. november 11-én.